# Президент Армении
Президе́нт Арме́нии, официально Президе́нт Респу́блики Арме́ния (арм. Հայաստանի Հանրապետության Նախագահ) — глава государства, гарант независимости, территориальной целостности и безопасности Республики Армения, который следит за исполнением Конституции.
При нынешней парламентской системе в Армении президент является символической фигурой и выполняет церемониальные функции, при этом бо́льшая часть политической власти принадлежит парламенту и премьер-министру страны.
Президент Армении избирается Национальным собранием страны сроком на 7 лет. Одно и то же лицо может быть избрано президентом только один раз.
Ваагн Хачатурян занимает пост президента с 13 марта 2022 года.

## Полномочия

### Полномочия с 9 апреля 2018 года
На Конституционном референдуме, прошедшем 6 декабря 2015 года, были приняты изменения Конституции. В частности, Армения стала парламентской республикой и полномочия президента значительно сократились.
Согласно новой редакции Конституции, президент республики назначает очередные и внеочередные выборы в Национальное собрание, в 21-дневный срок подписывает и обнародует принятые парламентом законы. Глава государства больше не имеет права распускать Национальное собрание в установленных Конституцией случаях и порядке, а также назначать внеочередные выборы. 
В установленных Конституцией случаях президент может принять отставку Правительства и по предложению премьер-министра внести изменения в состав кабинета министров. 

#### Сфера внешней политики
Сокращены полномочия президента Армении и по части внешней политики. Президент республики в установленных законом случаях и порядке по предложению Правительства заключает международные договоры, назначает и отзывает по предложению премьер-министра дипломатических представителей в иностранных государствах и международных организациях, принимает верительные и отзывные грамоты дипломатических представителей иностранных государств и международных организаций. 
Президент республики по предложению Правительства в установленных законом случаях и порядке утверждает, приостанавливает или денонсирует международные договоры, не требующие ратификации. 

#### Вооружённые силы
Президент республики по предложению премьер-министра в установленных законом случаях и порядке назначает и освобождает высший командный состав Вооружённых сил и других войск, а также по предложению премьер-министра в установленных законом случаях и порядке присваивает высшие воинские звания. 
Президент уже не является Верховным главнокомандующим ВС Армении, а в случае войны эти полномочия будут возложены на главу Правительства. 
Президент, как и спикер парламента, не войдёт в состав нового Совета безопасности.

### Полномочия до 9 апреля 2018 года
Согласно ст. 55 Конституции Республики Армения, реформированной в 2005 году, президент обладает следующими полномочиями:
1. обращается с посланием к народу и Национальному Собранию;
2. после получения принятого Национальным Собранием закона в двадцатиоднодневный срок подписывает и обнародует его;в тот же срок может вернуть закон со своими возражениями, предложениями - потребовав нового обсуждения. Если Национальное собрание их отклоняет большинством голосов от общего числа депутатов, то Президент подписывает и промульгирует закон в пятидневный срок.
3. в установленных Конституцией случаях распускает Национальное Собрание и назначает внеочередные выборы;
4. на основании распределения депутатских мест в Национальном Собрании и консультаций с депутатскими фракциями назначает Премьер-министром лицо, пользующееся доверием большинства депутатов, а если это невозможно, лицо, пользующееся доверием у наибольшего числа депутатов; по предложению Премьер-министра назначает и освобождает членов Правительства;принимает отставку Правительства в день своего вступления в должность, открытия первого заседания нового созыва Национального собрания, выражения недоверия Правительству, отклонения программы Правительства, отставки премьер-министра или оставления его должности вакантной;
5. в предусмотренных законом случаях производит назначения на государственные должности;
6. формирует Совет национальной безопасности, председательствует в нём, может формировать другие консультативные органы;
7. представляет Республику Армения в международных отношениях, осуществляет общее руководство внешней политикой, заключает международные договоры, представляет международные договоры на ратификацию Национальному Собранию и подписывает их ратификационные грамоты, утверждает, приостанавливает действие или денонсирует международные договоры, не требующие ратификации;
8. назначает и отзывает дипломатических представителей Республики Армения в иностранных государствах и при международных организациях, принимает верительные и отзывные грамоты дипломатических представителей иностранных государств и международных организаций;
9. представляет Национальному Собранию кандидатуры Генерального прокурора, Председателя Центрального банка и Председателя Контрольной палаты. По предложению Генерального прокурора назначает и освобождает заместителей Генерального прокурора;
10. назначает четырёх членов Конституционного Суда, а в случае неназначения Национальным Собранием Председателя Конституционного Суда в 30-дневный срок после оставления его должности вакантной, — Председателя Конституционного Суда из состава Конституционного Суда; На основании заключения Конституционного суда может прекратить полномочия назначенного им члена Конституционного Суда, дать согласие на содержание под стражей, задействование в качестве обвиняемого, привлечению к административной ответственности в судебном порядке.
11. по предложению Совета правосудия назначает председателей и судей Кассационного Суда и его палат, председателей Апелляционного Суда, судов первой инстанции и специализированных судов, прекращает их полномочия, дает согласие на их привлечение в качестве обвиняемых, содержание под стражей или возбуждение в их отношении вопроса о привлечении к административной ответственности в судебном порядке, по заключению Совета правосудия назначает судей Апелляционного Суда, судов первой инстанции и специализированных судов;
12. назначает двух юристов-ученых — членов Совета правосудия;
13. является Верховным Главнокомандующим Вооруженными Силами, координирует деятельность государственных органов в области обороны, назначает и освобождает высший командный состав Вооруженных Сил и других войск;в случае войны может назначать и освобождать Главнокомандующего Вооруженными Силами
14. объявляет военное положение в случае вооруженной агрессии против Республики, наличия непосредственной её угрозы или объявления войны, может объявить общую или частичную мобилизацию и принимает решение об использовании Вооруженных Сил;
15. в случае непосредственной опасности, угрожающей конституционному строю, после консультаций с Председателем Национального Собрания и Премьер-министром объявляет чрезвычайное положение, осуществляет продиктованные ситуацией мероприятия и обращается с посланием об этом к народу;
16. в установленным законом порядке разрешает вопросы, связанные с предоставлением гражданства Республики Армения и политического убежища;
17. награждает орденами и медалями Республики Армения, присваивает высшие воинские и почётные звания, высшие дипломатические и иные классные чины;
18. осуществляет помилование осужденных.

## Порядок избрания и прекращения полномочий
Президентом Армении может быть избрано лицо не моложе 35 лет, являющееся гражданином Республики Армения на протяжении десяти лет, не являющееся гражданином других стран, постоянно проживающее в Республике последние десять лет и обладающее избирательным правом. Президент избирается сроком на семь лет. Одно и то же лицо не может быть избрано на должность Президента Республики более чем два раза подряд. Не проводятся выборы в период чрезвычайного или военного положения.
Президентом Армении избирается тот кандидат, за которого проголосовало более половины избирателей, проголосовавших за всех кандидатов. Если в первом туре победитель не определён, проводится второй тур, в который выходят два кандидата, набравшие наибольшее количество голосов. Победителем в этом случае является кандидат, набравший больше голосов, чем его соперник.
Полномочия Президента прекращаются в случае его добровольной отставки, смерти, отрешения от должности при совершении им государственной измены или иного тяжкого преступления, невозможности исполнять обязанности президента при его тяжёлой болезни или других непреодолимых препятствий.
Постановление об отрешении от должности принимается Национальным собранием на основании положительного заключения Конституционного суда, если положительно проголосуют не менее 2/3 состава парламента. С соответствующим иском в Конституционный суд обращается Национальное собрание на основании своего постановления, вынесенного, если положительно проголосуют более половины состава парламента. Постановление о невозможности исполнения президентом своих обязанностей принимается Парламентом на основании положительного заключения Конституционного суда, если положительно проголосуют не менее 2/3 состава парламента. С соответствующим иском в Конституционный суд обращается Правительство. В обеих случаях вопрос снимается с обсуждения Национального Собрания, если заключение Конституционного суда отрицательное.
В случае вакансии должности Президента Республики, до вступления в должность вновь избранного Президента Республики, обязанности Президента Республики исполняет Председатель Национального Собрания, а если это невозможно — Премьер-министр. Лица, исполняющие обязанности президента, ограничены в полномочиях. В частности, им запрещается назначать референдум, назначать Премьер-министра, назначать и увольнять высший командный состав Вооруженных Сил и других войск (за исключением периода военного положения), производить в предусмотренных законом случаях назначения на должности полиции и органов национальной безопасности, а также распускать Национальное собрание, назначать и отзывать дипломатических представителей Республики Армения в иностранных государствах и при международных организациях, принимать верительные и отзывные грамоты дипломатических представителей иностранных государств и международных организаций, помиловать осуждённых и награждать орденами и медалями Республики Армения, присваивать высшие воинские и почётные звания, высшие дипломатические и иные классные чины.

## Президенты Армении
| № | Президент (годы жизни)           | Фотография    | Начало полномочий | Окончание полномочий | Партия                              |
| - | -------------------------------- | ------------- | ----------------- | -------------------- | ----------------------------------- |
| 1 | Левон Тер-Петросян (род. 1945)   |               | 11 ноября 1991    | 3 февраля 1998       | Армянское общенациональное движение |
| - | Роберт Кочарян (род. 1954)       |               | 3 февраля 1998    | 9 апреля 1998        | Независимый                         |
| 2 | Роберт Кочарян (род. 1954)       | 9 апреля 1998 | 9 апреля 2008     |                      | Независимый                         |
| 3 | Серж Саргсян (род. 1954)         |               | 9 апреля 2008     | 9 апреля 2018        | Республиканская партия Армении      |
| 4 | Армен Саркисян (род. 1953)       |               | 9 апреля 2018     | 1 февраля 2022       | Независимый                         |
| - | Ален Симонян (род. 1980) (и. о.) |               | 1 февраля 2022    | 13 марта 2022        | Гражданский договор                 |
| 5 | Ваагн Хачатурян (род. 1959)      |               | 13 марта 2022     | действующий          | Независимый                         |

Пресс-секретари президента:
Рубен Шугарян (1992—1993)
Арам Абрамян (1993—1995)
Левон Зурабян (1995—1995)
Кася Абгарян (1998—1999)
Ваге Габриелян (1999—2003)
Ашот Кочарян (2003—2005)
Виктор Согомонян (2005—2008)
Самвел Фарманян (2008—2010)
Армен Арзуманян (2010—2013)
Арман Сагателян (2013—2015)
Владимир Акопян (с 2015 года)
Секретари совета безопасности при президенте:
Жирайр Липаритян (1994—1997)
Алексан Арутюнян (1998—1999)
Серж Саргсян (1999—2007)
Армен Геворгян (2007—2008)
Артур Багдасарян (2008—2014)

## Кандидаты в президенты Армении

### 1991 год
| Имя                | Партия                                     |
| ------------------ | ------------------------------------------ |
| Паруйр Айрикян     | Объединение «Национальное самоопределение» |
| Зорий Балаян       | Беспартийный                               |
| Рафаэль Казарян    | Беспартийный                               |
| Ашот Навасардян    | Республиканская партия Армении             |
| Сос Саркисян       | Дашнакцутюн                                |
| Левон Тер-Петросян | Армянское общенациональное движение        |

### 1996 год
| Имя                | Партия                              |
| ------------------ | ----------------------------------- |
| Сергей Бадалян     | КПА                                 |
| Вазген Манукян     | Национально-демократический союз    |
| Ашот Манучарян     | Беспартийный                        |
| Левон Тер-Петросян | Армянское общенациональное движение |

### 1998 год
| Имя              | Партия                                     |
| ---------------- | ------------------------------------------ |
| Виген Хачатрян   | Либерально-прогрессивная партия Армении    |
| Сергей Бадалян   | КПА                                        |
| Ашот Блеян       | Новый путь                                 |
| Грант Хачатрян   | Союз "Конституционное право"               |
| Вазген Манукян   | Национально-демократический союз           |
| Паруйр Айрикян   | Объединение «Национальное самоопределение» |
| Арам Саркисян    | Демократическая партия Армении             |
| Арташес Гегамян  | Национальное единение                      |
| Карен Демирчян   | Народная партия Армении                    |
| Давид Шахназарян | Армянское общенациональное движение        |
| Юрий Мкртчян     | Беспартийный                               |
| Роберт Кочарян   | Беспартийный                               |

### 2003 год
| Имя                          | Партия                                     | Голоса          |
| ---------------------------- | ------------------------------------------ | --------------- |
| Роберт Седракович Кочарян    | Президент Армении                          | 707155 (49,8 %) |
| Степан Каренович Демирчян    | Народная партия Армении                    | 400846 (28,3 %) |
| Арташес Мамиконович Гегамян  | Национальное единение                      | 247360 (17,4 %) |
| Арам Рафаэлович Карапетян    | Новые времена                              | 41683           |
| Вазген Микаэлович Манукян    | Национально-демократический союз           | 12988           |
| Арам Сергеевич Арутюнян      | Национальное согласие                      | 1218            |
| Рубен Осипович Авагян        | Объединённые армяне                        | 5073            |
| Арам Гаспарович Саркисян     | Демократическая партия Армении             | 1633            |
| Гарник Геворгович Маргарян   | Родина и честь                             | 855             |
| Паруйр Аршавирович Айрикян   | Объединение «Национальное самоопределение» |                 |
| Петрос Степанович Макеян     | Демократическая родина                     |                 |
| Аршак Аветисович Садоян      | Блок национальных демократов               |                 |
| Арам Завенович Саркисян      | Республика                                 |                 |
| Раффи Ричардович Ованнисян   | Наследие                                   |                 |
| Владимир Саркисович Дарбинян | КПА                                        |                 |

### 2008 год
| Имя                          | Партия                              | Голоса           |
| ---------------------------- | ----------------------------------- | ---------------- |
| Серж Саргсян                 | Республиканская партия Армении      | 863544 (52,86 %) |
| Левон Тер-Петросян           | Армянское общенациональное движение | 351306 (21,5 %)  |
| Артур Багдасарян             | Оринац Еркир                        | 272256 (16,7 %)  |
| Ваган Ованнисян              | Дашнакцутюн                         | 100876 (6,12 %)  |
| Вазген Манукян               | Национально-демократический союз    | 20939 (1,28 %)   |
| Тигран Карапетович Карапетян | Народная партия Армении             | 9754 (0,6 %)     |
| Арташес Мамиконович Гегамян  | Национальное единение               | 7473 (0,46 %)    |
| Арман Варданович Меликян     | Беспартийный                        | 4359 (0,27 %)    |
| Арам Сергеевич Арутюнян      | Национальное согласие               | 3092 (0,19 %)    |

### 2013 год
| Имя                      | Партия                                     | Голоса            |
| ------------------------ | ------------------------------------------ | ----------------- |
| Серж Саргсян             | Республиканская партия                     | 861 160 (58,64 %) |
| Раффи Ованнисян          | Наследие                                   | 539 672 (36,75 %) |
| Грант Багратян           | Свобода                                    | 31 643 (2,15 %)   |
| Паруйр Айрикян           | Объединение «Национальное самоопределение» | 18 093 (1,23 %)   |
| Андриас Гукасян          | Беспартийный                               | 8 328 (0,57 %)    |
| Вардан Седракян          | Беспартийный                               | 6 203 (0,42 %)    |
| Арман Варданович Меликян | Беспартийный                               | 3516 ( 0,24 %)    |

### 2018 год
| Имя            | Партия                 | Голоса       |
| -------------- | ---------------------- | ------------ |
| Армен Саркисян | Республиканская партия | 90 (85,71 %) |

### 2022 год
| Имя             | Партия      | Голоса |
| --------------- | ----------- | ------ |
| Ваагн Хачатурян | Независимый | 71     |